# ハイライフグループ
ハイライフグループは、入れ歯を専門に取り扱う歯科医院のネットワーク。グループ加盟歯科4医院。
都内では東京都中央区に所在するデンタルオフィス日本橋と、東京都世田谷区に所在するデンタルオフィス経堂がある。

## 沿革
- 2007年6月 - デンタルオフィス日本橋を開設。
- 2008年10月 - ハイライフグループを設立。
- 2008年10月 - デンタルオフィス経堂を開設。

## 加盟歯科医院
- デンタルオフィス日本橋

東京都中央区日本橋2-9-5 アサヒビル10F
- デンタルオフィス経堂

東京都世田谷区経堂1-19-8 経堂和田屋ビル4F